# Grande Sala del Popolo

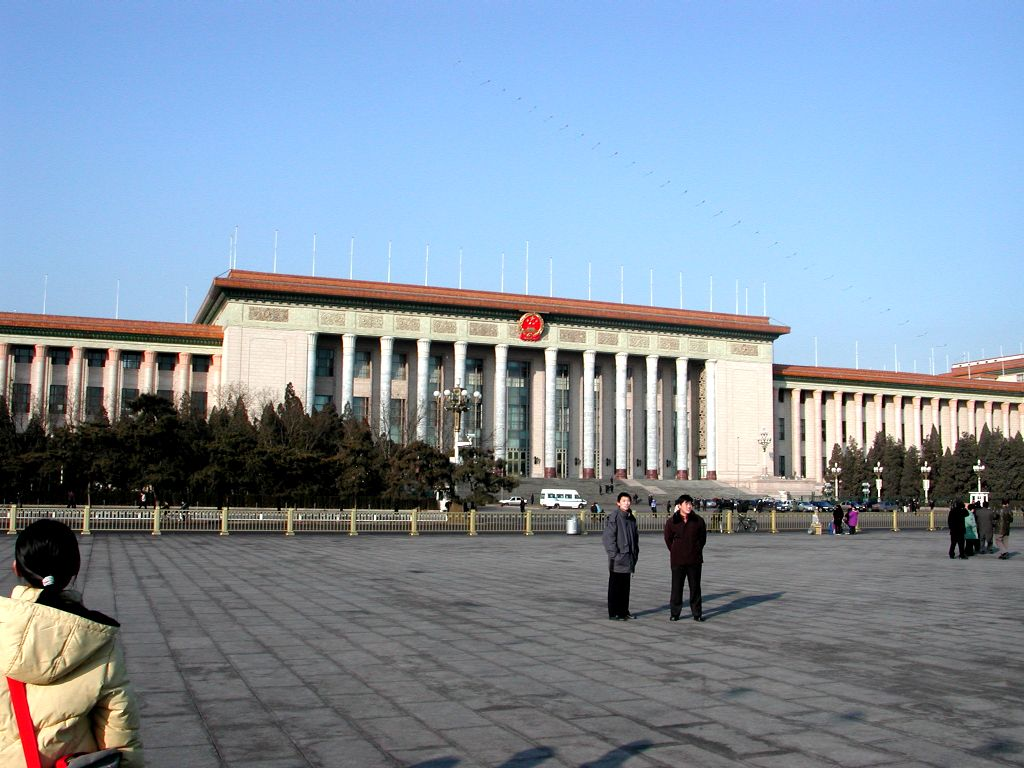
Grande Sala del Popolo

La Grande Sala del Popolo o Palazzo dell'Assemblea Nazionale dei Rappresentanti del Popolo (人民大會堂T, 人民大会堂S, Rénmín DàhuìtángP) è posizionata all'angolo occidentale di piazza Tiananmen a Pechino, capitale della Cina, ed è usata per attività legislative e cerimoniali della Repubblica Popolare Cinese e dal Partito Comunista Cinese. Essa funziona anche da parlamento cinese.

## Storia

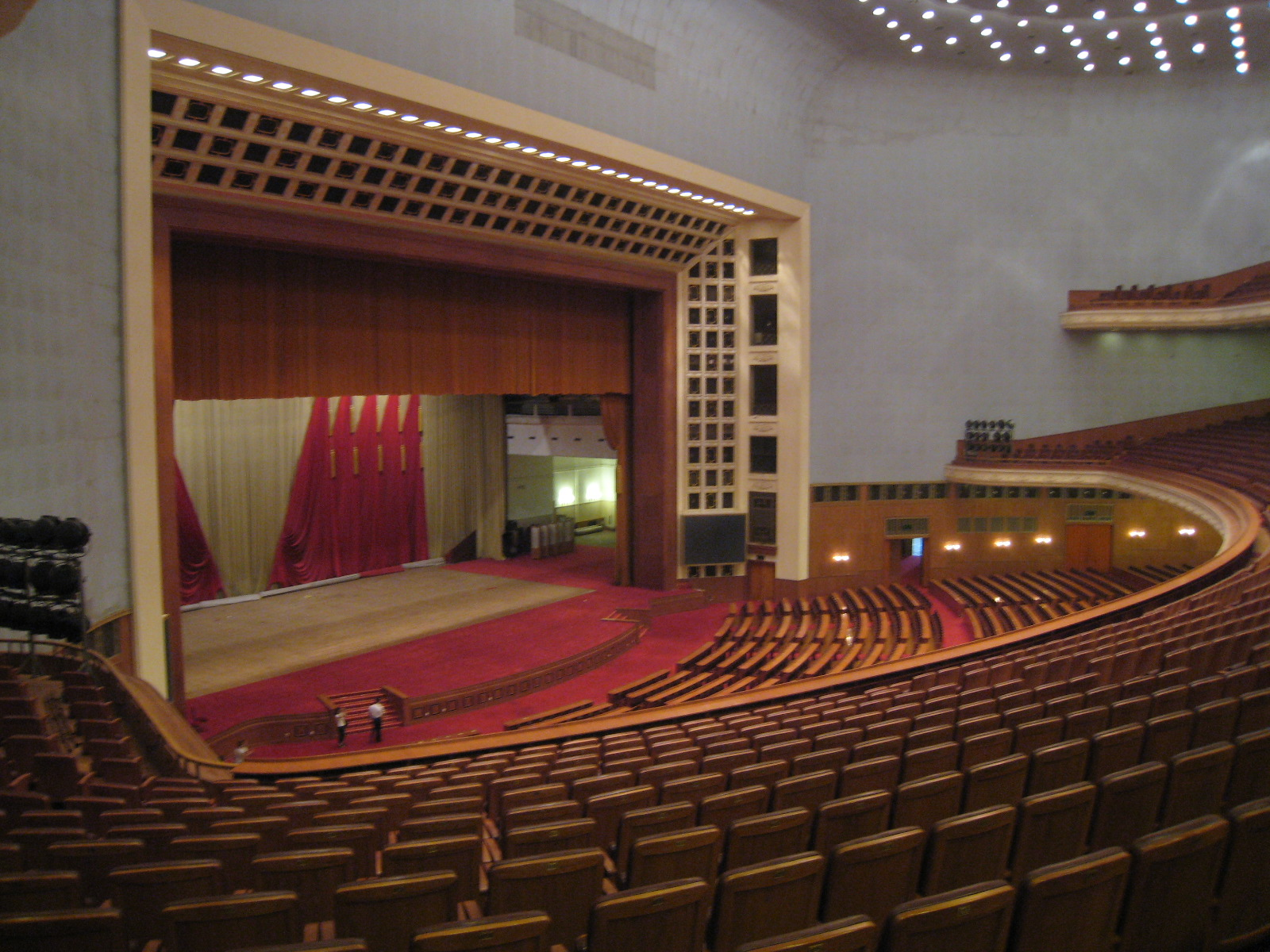
Auditorium interno

La Grande Sala del Popolo fu costruita nel settembre 1959, una delle dieci grandi costruzioni completate in occasione del 10º anniversario della Repubblica Popolare Cinese. Fu costruita in dieci mesi da volontari. Uno dei volontari era Li Ruihuan, che poi divenne Presidente del Comitato Nazionale della Conferenza politica consultiva del popolo cinese.

## Architettura

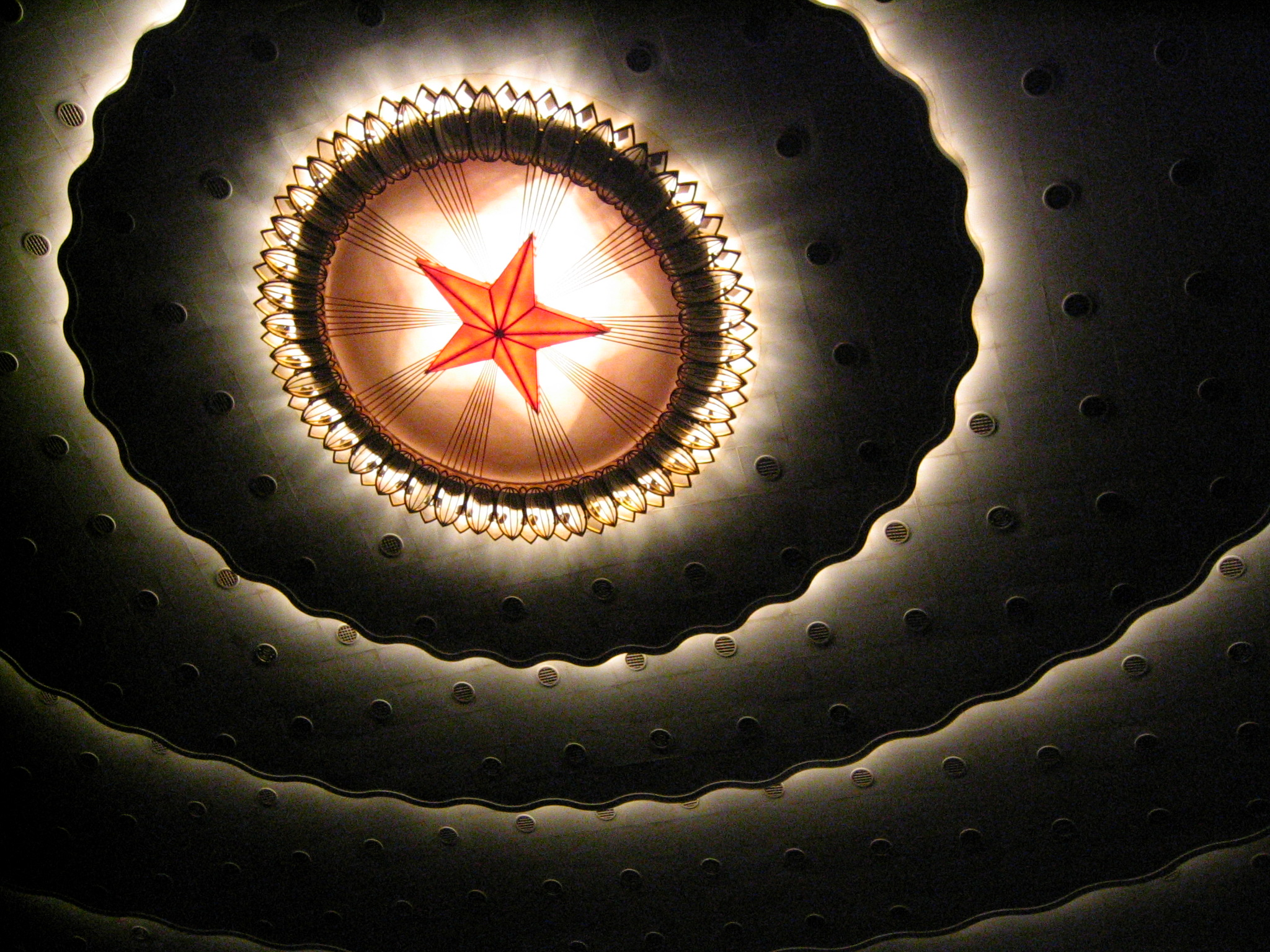
Soffitto dell'auditorium principale

La Grande Sala del Popolo fu progettata da Zhang Bo. L'edificio copre 171.800 metri quadrati, è lungo 356 metri e largo 206,5. L'altezza massima al centro è di 46,5 metri. Sul frontone dell'ingresso principale si trova l'emblema della Repubblica Popolare.
L'edificio è composto da tre sezioni: quella centrale comprende il grande auditorium, l'auditorium principale, la sala congressi, la sala centrale, la sala d'Oro e altre sale maggiori; la sezione nord consiste nella sala banchetti nazionale, la sala Nord, la sala Est, la sala Ovest e altre sale; la sezione meridionale è occupata da uffici dell'Assemblea nazionale del popolo. Ogni provincia, regione amministrativa speciale o regione autonoma della Cina ha una propria sala nel complesso, come la Sala Pechino, la Sala Hong Kong o la Sala Taiwan, ognuna con caratteristiche proprie e arredi in stile locale.
Il Grande Auditorium, con un volume di 90.000 m³, ha 3.693 posti in platea, 3.515 in balconata, 2.518 in galleria e da 300 a 500 sul palco. È qui che i governanti pronunciano i loro discorsi e possono prendere posto fino a 10.000 rappresentanti. Il soffitto è decorato con una galassia di luci, con al centro una stella rossa e un rivestimento che ricorda onde d'acqua che rappresenta il popolo. Tra gli impianti della sala ci sono apparecchiature audiovisive e altri sistemi, come la traduzione simultanea, adattabili a una gran varietà di incontri. 
La sala del banchetto di Stato può accogliere nei suoi 7.000 m² fino a 7.000 ospiti e fino a 5.000 persone possono mangiare contemporaneamente. Cerimonie di minori dimensioni possono essere organizzate nell'auditorium principale o in una delle tante Sale per conferenze.

## Uso
La Grande Sala del Popolo è il centro politico di Pechino, sede dell'Assemblea nazionale del popolo. Ogni anno in marzo vi si svolgono i liang hui (letteralmente "due incontri"), dove sia la Conferenza politica consultiva del popolo cinese che l'Assemblea nazionale del popolo si incontrano in sessioni di due o tre settimane nel grande auditorium. Anche il Partito Comunista Cinese ogni cinque anni si riunisce a Congresso nazionale nella sala. L'edificio è aperto al pubblico quando non si svolgono sessioni e il pubblico può visitarlo secondo diversi itinerari. Negli ultimi anni vi si sono svolti anche congressi non politici e concerti.